# Балхашский район
Балхашский район (каз. Балқаш ауданы) — административная единица на северо-западе Алматинской области Казахстана. Административный центр — село Баканас.

## География
Балхашский район расположен в северо-западной части Алматинской области. Занимает территорию от Малайсаринских хребтов на юго-востоке до южного побережья озера Балхаш, на севере  — часть пустыни Сарыесикатырау, на западе и юге — пески Таукум. Рельеф равнинный. Климат континентальный. Зима холодная, лето жаркое, засушливое. Средние температуры января —13—15 °C, июля 24 °C. Среднегодовое количество атмосферных осадков 100—150 мм. Самая крупная река — Или протяжённостью 1001 км. По ее правому берегу проложена Акдалинская оросительная система. Многочисленные баканасы — старые высохшие русла реки. На территории района расположен Каройский государственный заказник площадью 509 тыс. га. Основной почвенный покров: такыровидные почвы и пески, на которых произрастают саксаул, таволга, джида, полынь, чий, осока и др. Обитают волк, лисица, барсук, заяц, косуля, сайгак, в густых камышах встречается кабан, ондатра. В поймах и долинах рек водятся фазаны, куропатки; на водоёмах — журавли, пеликаны, фламинго и др.; в водоемах: сазан, карась, окунь, маринка.
В недрах Балхашского района разведаны месторождения угля, марганца и урана. На месторождении Жалпактас добывается мрамор и гранит. Кроме того, имеются месторождения поваренной соли, строительного песка и глин для производства кирпича. Все населённые пункты расположены в долине реки Или. Основа экономики района — сельское хозяйство. В растениеводстве — поливное и богарное земледелие (пшеница, рис, овощи и картофель). Основное направления животноводства — овцеводство, скотоводство, коневодство. В нижнем течении реки Или развито судоходство.

## Природа
В июне 2018 года создан Госуда́рственный приро́дный резерват Иле-Балхаш

## Население
Национальный состав (на начало 2019 года):
- казахи — 28 604 чел. (93,03 %)
- русские — 1 564 чел. (5,09 %)
- немцы — 90 чел. (0,29 %)
- корейцы — 196 чел. (0,64 %)
- уйгуры — 126 чел. (0,41 %)
- киргизы — 31 чел. (0,10 %)
- украинцы — 27 чел. (0,09 %)
- узбеки — 20 чел. (0,07 %)
- другие — 89 чел. (0,29 %)
- Всего — 30 747 чел. (100,00 %)

## Административное деление
1. Баканасский сельский округ
2. Акдалинский сельский округ
3. Акжарский сельский округ
4. Аккольский сельский округ
5. Бакбактинский сельский округ
6. Берекенский сельский округ
7. Бирликский сельский округ
8. Желторангинский сельский округ
9. Жиделинский сельский округ
10. Коктальский сельский округ
11. Караойский сельский округ
12. Балатопарский сельский округ
13. Миялинский сельский округ
14. Куйганский сельский округ
15. Топарский сельский округ